# CodeGear
A CodeGear é uma divisão da Borland Software Corporation que produz ferramentas de desenvolvimento, como a IDE e o Compilador Delphi.
Fundada em 14 de novembro de 2006, teve como seu primeiro CEO Ben Smith. Seu CEO atual é Jim Douglas.
Em 7 de maio de 2008, a Borland e a Embarcadero Technologies anunciaram que a Embarcadero tinha "assinado um acordo definitivo de compra de ativos para comprar a CodeGear". A aquisição, por aproximadamente US$ 24,5 milhões, fechado em 30 de junho de 2008.